# Virgin Group
Virgin Group – międzynarodowy konglomerat firm działających pod wspólną marką Virgin. Został założony przez brytyjskiego przedsiębiorcę Richarda Bransona w 1989 jako holding, jednak działalność biznesowa Virgin Group trwa de facto już od lat 70. XX wieku. Podstawowe branże w jakich działa Virgin Group to podróże, rozrywka i styl życia. Wartość korporacji we wrześniu 2008 szacowana była na 5,01 miliarda funtów.
Virgin Group zarządzana jest ze swojej głównej siedziby w The School House, 50 Brook Green w London Borough of Hammersmith and Fulham.
Branson posiada pełnię praw i kontrolę nad marką Virgin, jednak zakres działalności podmiotów ją wykorzystujących jest bardzo zróżnicowany. Każda firma działająca w obrębie marki Virgin jest osobną jednostką, w której Branson posiada całość, większość lub mniejszość udziałów. W niektórych przypadkach udzielana jest licencja na wykorzystanie marki innym firmom. Tak było w przypadku Virgin Mobile USA, Virgin Mobile Australia, Virgin Radio i Virgin Records (w chwili obecnej część EMI).
Nazwa marki powstała, gdy Branson z partnerem zakładali swój pierwszy biznes – sklep muzyczny. Uważali wtedy się za „dziewice” w świecie biznesu. Ówcześnie logo Virgin zostało naszkicowane na papierowej serwetce i pozostaje w dużej mierze niezmienione od 1979 roku.

## Spółki i inwestycje
- AirAsia X – długodystansowe malezyjskie tanie linie lotnicze (16% udziałów Virgin Group).
- V Festival(inne języki) – dwudniowy festiwal muzyczny, odbywający się w dwóch różnych lokalizacjach w Wielkiej Brytanii.
  - V Festival (Australia) – australijska wersja V Festval.
  - Virgin Festival(inne języki) – północnoamerykańska wersja V Festval.
- Virgin Active(inne języki) – sieć klubów fitness działająca w Wielkiej Brytanii, Australii, Południowej Afryce, Hiszpanii, Portugalii i Włoszech.
- Virgin America – północnoamerykańskie linie lotnicze z siedzibą w San Francisco (25% udziałów Virgin Group).

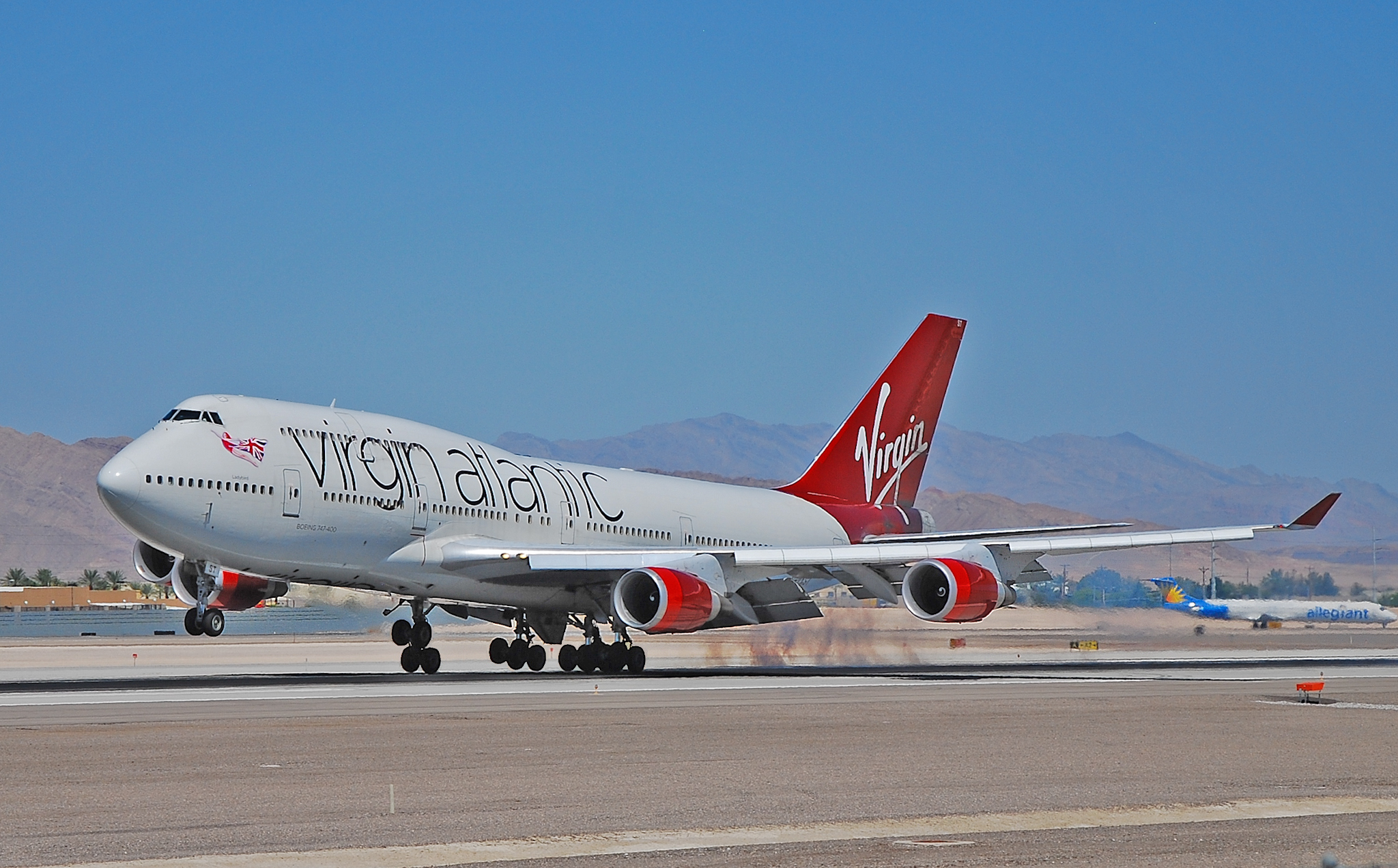
Virgin Atlantic Airways

- Virgin Atlantic Airways – międzynarodowy przewoźnik z siedzibą w Crawley w West Sussex, Wielka Brytania (51% udziałów Virgin Group).

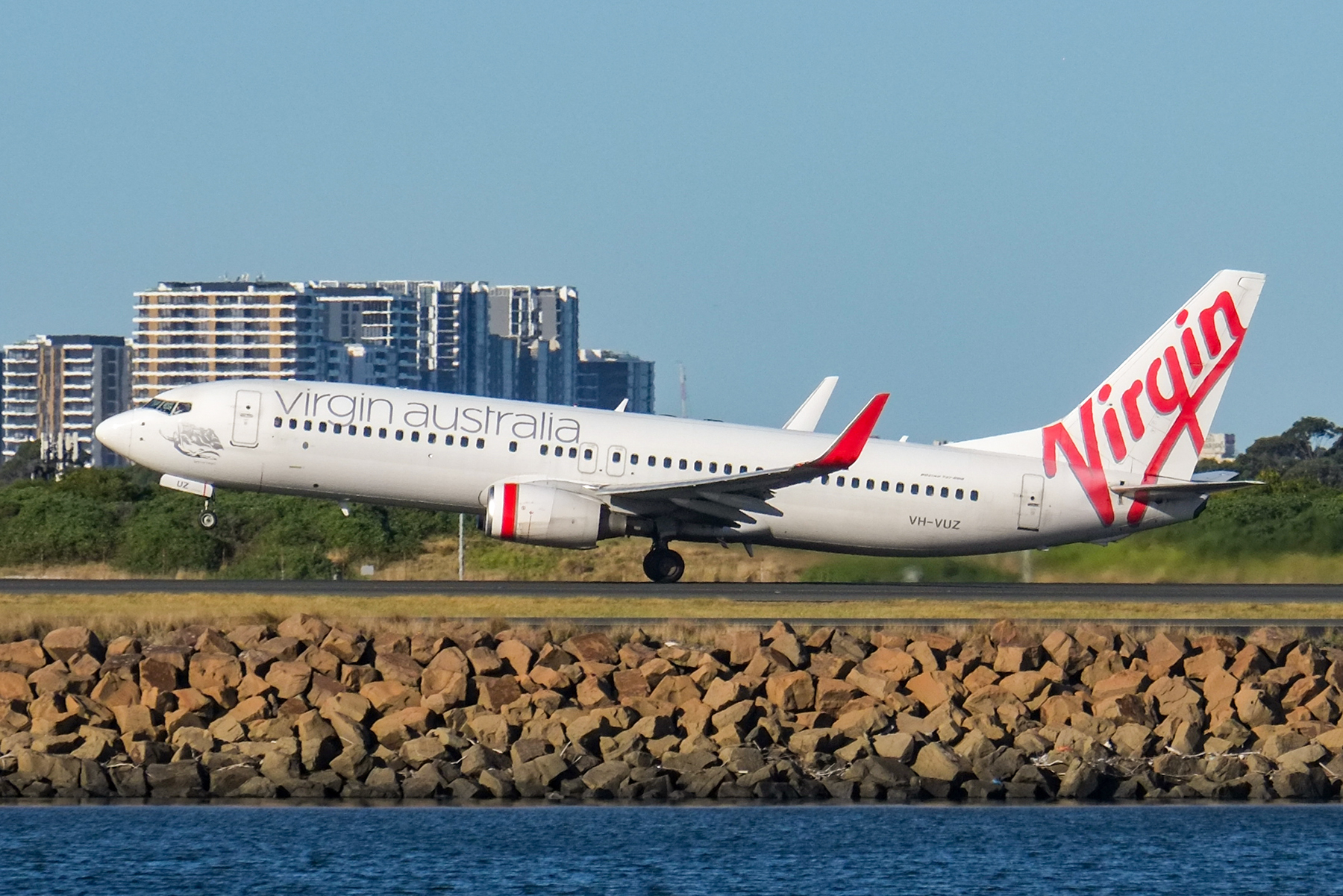
Virgin Australia

- Virgin Australia Holdings Limited(inne języki)
  - Virgin Australia – linie lotnicze z siedzibą w Australii.
  - Virgin Samoa – linie lotnicze z siedzibą w Samoa.
  - Blue Holidays – wakacyjny program Virgin Australia, teraz spółka Virgin Australia.
- Virgin Balloon Flights(inne języki) – operator lotów balonami.
- Virgin Books – wydawca, sprzedawca i dystrybutor książek (10% udziałów Virgin Group).
- Virgin Brides(inne języki) – już niedziałający sklep z odzieżą ślubną w Manchester.
- Virgin Care(inne języki) – dostawca publicznej opieki zdrowotnej w Wielkiej Brytanii, wcześniej Assura. Medical
- Virgin Cars(inne języki) – internetowa sprzedaż samochodów.
- Virgin Charter(inne języki) – serwis oferujący prywatne odrzutowce.
- Virgin Comics – producent komiksów.
- Virgin Connect(inne języki) – dostawca szerokopasmowego Internetu i telefonów w Rosji.
- Virgin Digital Help(inne języki) – techniczne wsparcie.
- Virgin Drinks(inne języki) – producent napojów.
  - Virgin Cola – gazowany napój.
  - Virgin Vodka – alkoholowy napój.
  - v-Mix – koktajle alkoholowe.
- Virgin Energy(inne języki) – były dostawca energii w Wielkiej Brytanii.
- Virgin Earth Challenge(inne języki) – konkurs na znalezienie rozwiązań dla problemów związanych z globalnym ociepleniem.
- Virgin Experience Days(inne języki) – dostawca kuponów prezentowych i uznaniowych.
- Virgin Flowers – internetowa kwiaciarnia.
- Virgin Galactic – spółka mająca na celu sprzedaż i obsługę komercyjnych lotów kosmicznych przy wykorzystaniu statków zaprojektowanych przez Scaled Composites.
- Virgin Games – kasyno, poker i bingo online (wcześniej gry komputerowe).
- Virgin Gaming – dodatki online do istniejących gier na konsole.
- Virgin Green Fund(inne języki) (początkowo Virgin Fuels) – spółka inwestycyjna, zajmująca się alternatywnymi paliwami.
- Virgin Health Bank(inne języki) – firma oferująca rodzicom możliwość przechowania komórek macierzystych swoich dzieci.
- Virgin Healthcare – dostawca usług medycznych dostosowanych do lokalnych potrzeb.
- Virgin HealthMiles(inne języki)
- Virgin Holidays – biuro podróży i operator wycieczek, obsługiwany przez Virgin Atlantic i partnerskie firmy.
  - Virgin Holidays Cruises – operator rejsów wakacyjnych w Wielkiej Brytanii.
  - Travel City Direct – biuro podróży online, oferująca wakacje na Florydzie. Przejęta od XL Leisure Group po jej zamknięciu.
  - Travel City Direct Cruises – operator wakacyjnych rejsów na Florydę i Karaiby.
  - Bales Worldwide Ltd – mały operator wycieczek w Wielkiej Brytanii.
- Virgin Life Care(inne języki) – kluby fitness w Południowej Afryce.
- Virgin Limited Edition(inne języki) – ekskluzywny operator hoteli.
  - Kasbah Tamadot – ekskluzywny resort turystyczny w Maroku.
  - Lady B – luksusowy katamaran, dostępny na czartery na Karaibach.
  - The Lodge – narciarski resort w Szwajcarii.
  - Natirar – prywatne spa w Somerset County, New Jersey.
  - Necker Island – ekskluzywna wyspa na Brytyjskich Wyspach Dziewiczych, dostępna do wynajęcia.
  - The Roof Gardens and Babylon – 1,5 akra (6 100 m²) otwartych ogrodów, nocnych klubów i restauracji w Kensington, Londyn.
  - Ulusaba – ekskluzywny rezerwat w Południowej Afryce.
- Virgin Limobike(inne języki) – przewozy pasażerskie w Londynie, realizowane na motocyklach.
- Virgin Limousines(inne języki) – przewozy limuzynami w San Francisco i Północnej Kalifornii.
- Virgin Management – obsługa nieruchomości.
- Virgin Media – dostawca telefonów domowych, telewizji kablowej, szerokopasmowych i mobilnych usług na terenie Wielkiej Brytanii.
- Virgin Megastores – sprzedawca płyt CD, DVD i gier, posiadający własną sieć sklepów, a także sprzedający online.
  - Virgin XS – Factory Outlet– zorientowana sieć sklepów Virgin Megastores
- Virgin Mobile – marka używana przez kilka różnych firm, oferujących mobilną telefonię w wielu krajach.
  - Virgin Mobile UK – dostawca telefonii mobilnej w Wielkiej Brytanii, teraz część Virgin Media.
  - Virgin Mobile Australia – dostawca telefonii mobilnej w Australii – licencja należy do firmy Optus.
  - Virgin Mobile Canada – dostawca telefonii mobilnej w Kanadzie – licencja należy do firmy Bell Mobility.
  - Virgin Mobile South Africa – dostawca telefonii mobilnej w Południowej Afryce – licencja należy do spółki Cell C.
  - Virgin Mobile USA – dostawca telefonii mobilnej w USA – prawa do marki należą do firmy Sprint Nextel.
  - Virgin Mobile France – dostawca telefonii mobilnej we Francji – należy do Virgin Group.
  - Virgin Mobile India – dostawca telefonii mobilnej w Indiach – franczyzowe porozumienie z Tata Teleservices.
  - Virgin Mobile Columbia – dostawca telefonii mobilnej w Kolumbii.
  - Virgin Mobile Chile – dostawca telefonii mobilnej w Chile, przy użyciu sieci Movistar.
  - Virgin Mobile Mexico – dostawca telefonii mobilnej w Meksyku, przy użyciu sieci Telefónica.
  - Virgin Mobile Polska(inne języki) – wirtualny operator telefonii komórkowej[1] wykorzystujący sieci Play i T-Mobile.
- Virgin Money(inne języki) – dostawca usług finansowych.
  - Virgin Money US – dostawca usług finansowych w USA.
  - Virgin Credit Card
- Virgin Money Giving(inne języki) – strona zajmująca się zbiórką pieniędzy online.
- Virgin Oceanic – eksploracja oceanów.
- Virgin Nigeria – były oddział Virgin Atlantic Airlines.
- Virgin Play(inne języki) – hiszpański producent gier video, kiedyś cześć niedziałającej już dziś Virgin. Interactive.
- Virgin Produced(inne języki) – rozwój i produkcja filmowa oraz telewizyjna, firma powstała w 2010 roku i jest prowadzona przez CEO Jasona Feltsa oraz CCO Justina Berfielda.
- Virgin Radio(inne języki) – stacje radiowe działające w wielu krajach.
  - Virgin Radio Asia – zespół stacji radiowych działających w Indiach i Tajlandii, obejmujący Virgin Soft, Hitz, Easy FM i Oui.
  - 99.9 Virgin Radio FM – kanadyjska stacja radiowa, działająca w Toronto, Ontario.
  - Virgin Radio 95.3FM – kanadyjska stacja radiowa, działająca w Vancouver, British Columbia.
  - Virgin Radio 96 FM – kanadyjska stacja radiowa, działająca w Montrealu, Quebec.
  - 98.5 Virgin Radio – kanadyjska stacja radiowa, działająca w Calgary, Alberta.
  - 104.9 Virgin Radio – kanadyjska stacja radiowa, działająca w Edmonton, Alberta.
  - Virgin Radio Italia
  - Virgin Radio Dubai
  - Virgin Radio India
  - Virgin Radio Jordan
  - Virgin Radio Thailand
  - Virgin Radio Turkey
- Virgin Records – wytwórnia płytowa, dziś należąca do EMI.
- Virgin Spa – sieć sklepów sprzedająca produkty Virgin Cosmetics.

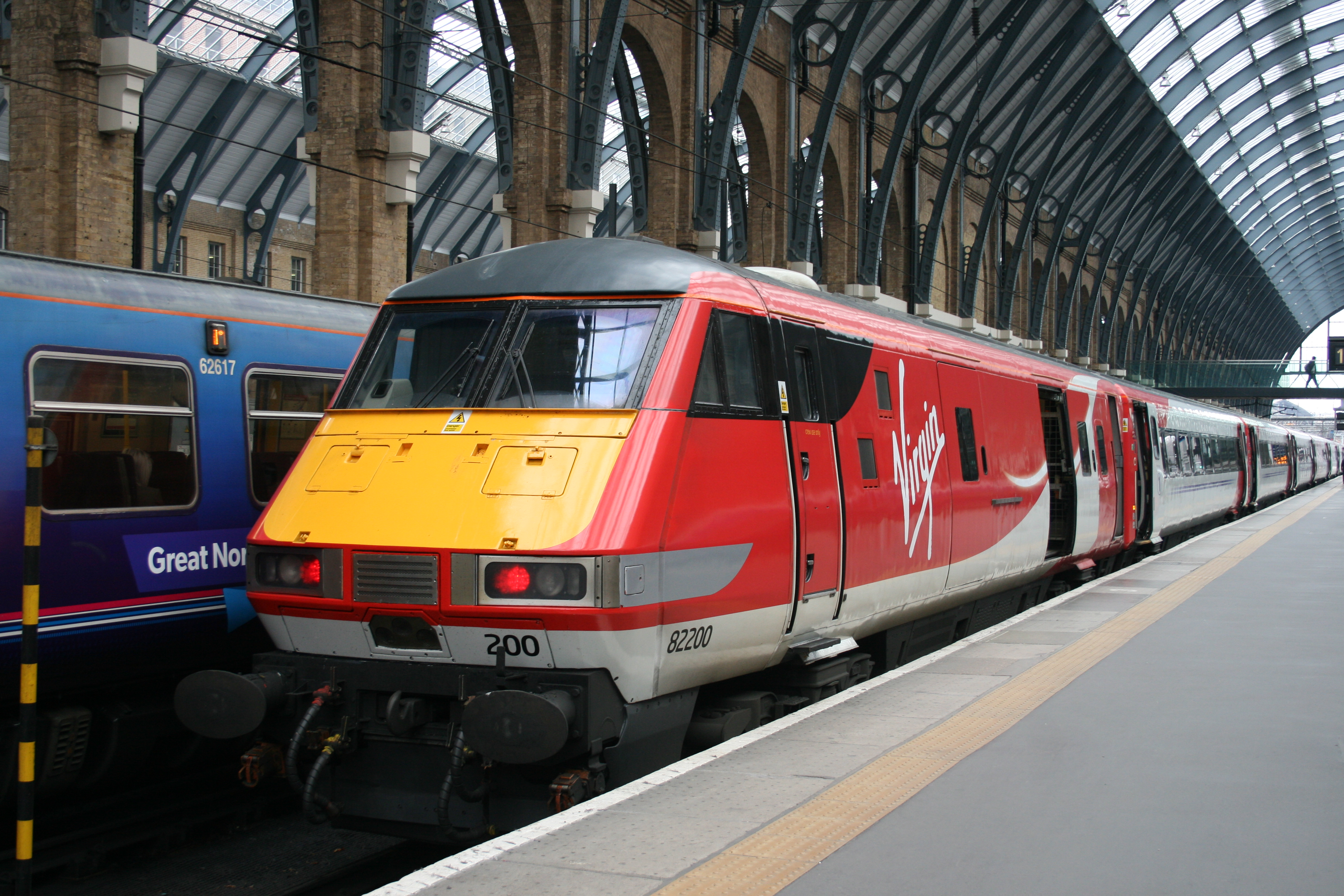
Virgin Trains

- Virgin Trains – operator kolejowy w Wielkiej Brytanii.
  - Virgin Trains ExpressCoach – międzymiastowe przewozy autobusowe.
- Virgin Unite – fundacja charytatywna.
- Virgin Vacations(inne języki) – północnoamerykańska agencja turystyczna.
- Virgin Video – niedziałająca już firma zajmująca się dystrybucją video.
  - Virgin Music Video – niedziałający już dystybutor video związanego z muzyką.
- Virgin Vie At Home – sprzedawca kosmetyków, środków do pielęgnacji ciała, akcesoriów domowych i biżuterii, za pośrednictwem Internetu, sprzedaży bezpośredniej i sklepów Virgin Vie.
- Virgin Voucher(inne języki) – serwis oferujący kupony, także jako sposób nagradzania pracowników.
- Virgin Ware – marka i sprzedawca ubrań.
- Virgin Wines(inne języki) – zlokalizowany w Kalifornii sprzedawca win. Firma powstała w 2005 roku i zajmuje się także produkcją czerwonego i białego wina.